# Franco Caracciolo (direttore d'orchestra)
Franco Caracciolo (Bari, 29 marzo 1920 – Napoli, 28 settembre 1999) è stato un direttore d'orchestra italiano.
Si diplomò in Composizione e Pianoforte presso il Conservatorio San Pietro a Majella di Napoli e si perfezionò in Direzione d’orchestra presso l'Accademia di Santa Cecilia sotto la guida di Bernardino Molinari.
Fu direttore stabile dell'Orchestra da camera "Alessandro Scarlatti" di Napoli della RAI dalla sua costituzione nel 1949 fino al suo scioglimento nel 1992, tranne poco meno di un decennio dedicato all'Orchestra Sinfonica di Milano della RAI. Il 31 marzo 1963 diresse il concerto inaugurale dell'Auditorium Rai di Napoli, con l'Orchestra Scarlatti e con la partecipazione dell'organista Fernando Germani e del pianista Arturo Benedetti Michelangeli. Sotto la sua direzione l'Orchestra Scarlatti fu conosciuta e richiesta in tutto il mondo: nacquero così a partire dagli anni '50 le tournée in Francia, Germania, Austria, Belgio, Inghilterra, Svizzera, Spagna, Grecia, Turchia, Iran e negli Stati Uniti (per le celebrazioni del bicentenario degli Stati Uniti). Tra i celebri solisti che suonarono sotto la sua direzione merita una menzione speciale il pianista Arturo Benedetti Michelangeli.
Accademico di Santa Cecilia e delle Filarmoniche di Roma e di Bologna, fu anche docente di Direzione d'orchestra presso il Conservatorio di Napoli e di Milano, fra i suoi allievi spicca il nome di Riccardo Chailly.
Nel suo esteso repertorio mostrò una particolare predilezione per il ‘700 e per il ‘900, che si tradusse da un lato nella riproposta di tante opere dimenticate della scuola napoletana e dall'altro nella frequente partecipazione al Festival di musica contemporanea della Biennale di Venezia e a numerose prime esecuzioni assolute.
La morte lo colse a Napoli, sua città d'adozione, il 28 settembre 1999.